# Daniel von Mukede
Daniel von Mukede (* vor 1215; † wahrscheinlich zwischen 1230 und 1234) war ein Ritter und Domherr in Brandenburg an der Havel. Er wurde über einen Zeitraum von etwa zwanzig Jahren in mehreren Urkunden schriftlich erwähnt und fiel vor allem durch ausgedehnte Schenkungen an das Domkapitel des Doms zu Brandenburg und an dessen Hospital auf.

## Leben und Wirken
Das Geburtsdatum des Daniel von Mukede ist nicht bekannt. Der Ort Mukede war ein später wüst gefallenes Dorf etwa acht Kilometer westlich Pritzerbes, einer bedeutenden Residenz des brandenburgischen Bischofs. Das Dorf lag in der heutigen Gemeinde Milower Land beim heutigen Gemeindeteil Marquede.
Die erste bekannte schriftliche Erwähnung Daniels von Mukede stammt vom 24. September 1215. In einer Urkunde des Brandenburger Bischofs Balduin wurde er als „Daniel, miles de Mukethe“ bezeichnet. Er vermachte dem Domkapitel Brandenburg sechs Hufen Land im Dorf Marzahne „zur Unterhaltung eines ewigen Lichts“ im Dom zu seinem und seiner Frau „Berechthe“ Gedächtnis. Die Schenkung, die nach dem Tode wirksam werden sollte, war offenbar für die Anschaffung von Kerzen für die Kirche gedacht.
Als bedeutender Lehnsnehmer des Fürstbischofs des Hochstifts Brandenburg, hielt der Graf Siegfried von Osterburg und Altenhausen das Dorf Hohenferchesar. Dessen Lehnsnehmer war in diesem Dorf wiederum Ritter Daniel von Mukede. Laut einer Urkunde des Bischofs Siegfried von 1220 überschrieb „Danyel, miles de Mukede“ dem Hospital des Doms zu Brandenburg vier Hufen Land in Hohenferchesar. Mukede bestimmte, dass nach seinem und seiner Frau „Berchte“ Tod die Schenkung wirksam werde. Er schrieb für sich und seine Ehefrau lebenslangen Nießbrauch fest. Von der Schenkung seien jährlich zehn Schilling an das Domkapitel zur Feier seines und seiner Frau und Eltern Gedächtnisses aufzuwenden. Weiterhin sollte am Gedächtnistag ein Wispel Getreide an die Armen gespendet werden. Das darüber hinaus Abfallende sei für das Hospital aufzuwenden.
Unter gleichen Bedingungen überschrieb laut einer Urkunde des Bischofs Gernand „Danielis militis de Mukeda“ am 4. April 1225 vier weitere Hufen Land und eine Wiese in Pritzerbe wiederum dem Hospital. Weiterhin wurden 1226 das Dorf Gapel mit Gut, Lehnschulzenamt, der Vogtei und Fischwehren für die Anschaffung von Kerzen für die Kathedrale vom Bischof Gernand überschrieben. „Daniel miles de Mukede“ wurde in der Schenkungsurkunde als Zeuge genannt. Laut einer in Gernands Namen ausgestellten Urkunde vom 4. Februar 1227 übertrug von Mukede drei Hufen im Dorf Fohrde („Verden“) und mehrere Getreidehebungen an das Hospital. Dies war gleichzeitig die erste bekannte schriftliche Erwähnung Fohrdes.
Wohnhaft war der Ritter Daniel von Mukede zu jener Zeit offenbar auf der bischöflichen Burg Pritzerbe. Daniel hatte einen Bruder Ritter Theoderic oder Thideric, der mehrfach als Schultheiß (prefectus) in Pritzerbe erwähnt wurde. Nachdem Daniels Ehefrau verstarb, in der Urkunde von 1227 wurde „Berte“ bereits als verstorben beschrieben, widmete er sich verstärkt dem Hospital des Doms. Er wurde am 6. Januar 1230 zum Coadjutor des Hospitalmeisters Heinrich von Klöden ernannt, wobei ihm auch die Wahl gelassen wurde, statt nach Brandenburg ins Kapitel überzusiedeln, in Pritzerbe als Verwalter der Ländereien wohnhaft zu bleiben. Letzteres wäre für den Domherren mit einem teilweisen Verlust des Stimmrechts im Kapitel verbunden gewesen. Weiterhin wurden wohl drei der sechs 1215 an das Domkapitel überschriebenen Hufen Landes in Marzahne für die Lebzeit Mukedes dem Hospital gewidmet und darüber hinaus das Mastungsrecht in Marzahnes Wäldern zugestanden.
Als Coadjutor ließ der Domherr dem Hospital auf der Dominsel Brandenburg beziehungsweise der Domburg ein neues Haus errichten beziehungsweise das alte erweitern. Die Kosten trug das Stift. In einer Urkunde vom 10. Januar 1234 übertrug der Bischof Gernand dem Hospital für den Weiterbau des durch „dilecti nobis Danielis“ begonnenen Vorhabens ein Waldgebiet. Am 27. Februar 1234 wurden dem Hospital beziehungsweise Domkapitel in einer päpstlichen Urkunde durch Gregor IX. der Besitz seiner vorher „Daniel miles“ gehörenden Güter bestätigt. Dies war gleichzeitig die letzte bekannte zeitgenössische Erwähnung.